# Carlos Santos (periodista)
Carlos Santos Gurriarán (San Cebrián de Castro, Zamora) es un periodista, presentador de radio y televisión y escritor español, conocido principalmente por su trabajo en Radio Nacional de España (RNE).

## Biografía
Natural de San Cebrián de Castro, se trasladó a Almería con 8 años. Estudió en la Universidad Autónoma de Barcelona, en la que se licenció en Ciencias de la Información y en Filología hispánica. En la actualidad reside en Madrid.

## Trayectoria profesional
En los años 90 presentó informativos en Canal Sur Televisión y fue subdirector de Las mañanas de Carlos Herrera en Canal Sur Radio. Antes en prensa, ejerció como editor de Cambio 16, dirigió La Voz de Almería y fue cronista parlamentario de Diario 16.
Como escritor, ha publicado los libros Los Alcornocales, parque natural y Cabo de Gata, espléndida austeridad junto al naturalista Joaquín Araújo; y coordinó el estudio colectivo Almería 2005: la ilusión y los riesgos. En 2007 publicó Guatemala. El silencio del gallo (Debate), la vida de un misionero español en una comunidad maya. En 2015 publicó 333 historias de la Transición (La Esfera de los Libros) y en 2017, Avión Club. Una historia de los 80 (La Esfera de los Libros).
Actualmente dirige el programa Entre dos luces de RNE, tras pasar cinco temporadas con Pepa Fernández en No es un día cualquiera. Antes, pasó varios años en el magazine matinal de la misma cadena y codirigió el programa Los clásicos. También colaboró en el programa Al rojo vivo de La Sexta, en 24 horas de RNE y escribe una columna política en el diario 20 Minutos
Entre septiembre de 2022 y septiembre de 2023, copresentó el programa A media mañana en RNE, junto con Samanta Villar, en el prime time radiofónico.